# Bala Kangarli (Tartar)
Bala Kangarli est un village de la région de Tərtər en Azerbaïdjan.

## Population
Selon les statistiques de 2009, la population du village est de 600 personnes.